# 340ml
340ml és un grup musical africà originari de Maputo, Moçambic, però ara es troba a Johannesburg, Sud-àfrica. Per això alguns els han qualificat de broma com a "Jozambicans". La banda incorpora molts elements diferents a la seva música, com dub, jazz, ska, afro-jazz i reggae. Per tant, és molt difícil incloure la banda en qualsevol gènere musical, ja que el seu estil és bastant inusual. La música que produeix 340ml es caracteritza sovint per tenir un ambient africà molt relaxat i també incorpora força elements de la música llatinoamericana i, en menor mesura, marrabenta. La seva música també ha estat descrita per Jean Barker (un crític musical de «Channel24.co.za».) com "sonar millor que una cervesa freda oberta en un dia calorós".

## Història
Els quatre membres de la banda van arribar a Johannesburg a mitjans de la dècada de 1990 per tal de seguir carreres acadèmiques. Paulo Jorge Chibanga tenia intencions de convertir-se en arquitecte, Rui Soeiro va estudiar un comerç, Pedro Pinto psicologia industrial i organitzativa i Tiago Correia-Paulo economia. Paulo es va expandir a una àrea de disseny diferent, amb la seva etiqueta de roba Dubstars que, segons sembla, es va fer molt popular a Johannesburg. Rui va començar a treballar editant compilacions de música anomenades Dubvaults amb l'etiqueta del grup 340ml Music. Pedro es va aventurar en el disseny de joies i altres oficis. Tiago va treballar com a dissenyador i il·lustrador durant molts anys i ara està més implicat en la direcció i producció de pel·lícules i vídeos.
Malgrat totes aquestes qualificacions acadèmiques, la banda sempre s'ha centrat en produir música, primerament a Maputo i després quan Rui i Paulo es van unir a una banda liderada pel seu professor d'art en St. Martin's School al Sud de Johannesburg. El nom de la banda era "Panic Orange". A la fi de la dècada de 1990, Panic Orange va arribar a la semifinal en la competició anual d'Emerging Sounds, però l'aleshores banda de rock començava a girar cap al gènere ska, i van canviar el nom així com l'estil musical rocker a mig concurs.
| «         | Crec que es va convertir una mica d'una batalla ... i quan ens vam connectar amb Tiago i Pedro, acabava de funcionar. Estàvem morint en la manera rockera perquè sempre hem volgut fer altres coses, coses diferents. | » |
| — 200, 50 | |   |

Els quatre membres de la banda s'havien conegut mentre creixien a Maputo. Tiago i Pedro havien tocat junts en una banda tribut de Rage Against The Machine quan eren adolescents durant els anys noranta. 340ml, després de molts inicis falsos, va obtenir el seu nom definitiu a partir d'una mesura sobre una llauna de begudes quan es va formalitzar en 2000. El seu àlbum de debut Movingva ser coproduït per l'equip de producció de Jazzworx i va incorporar, entre d'altres, dub, reggae, jazz, música brasilera i rock.
| «         | El vam anomenar (el gènere) sud-africà contemporani, i està obligat a fer-se notar 340ml a nivell nacional, si no globalment. | » |
| — 200, 50 | |   |

Quatre anys després de llançar el seu àlbum debut, Moving, 340ml va publicar un segon àlbum anomenat Sorry for the Delay. El nom del seu segon àlbum és el resultat dels nombrosos retards que la banda va experimentar durant la seva producció, principalment a causa del fet que havien estat víctimes de delictes quatre vegades, dues vegades que els van robar els equips als seus cotxes i dos cops que trencaren i estriparen el material als seus estudis.

## Discografia

### Moving (2004)
| Núm. | Títol                                  | Durada |
| ---- | -------------------------------------- | ------ |
| 1.   | «Shotgun»                              | 2:29   |
| 2.   | «Hang on to Yourself»                  | 3:18   |
| 3.   | «Midnight»                             | 3:40   |
| 4.   | «What Happens Between»                 | 0:37   |
| 5.   | «Early Morning»                        | 1:44   |
| 6.   | «Shotgun Backleft»                     | 1:41   |
| 7.   | «Supermodel»                           | 2:31   |
| 8.   | «Nancy's Nightmare»                    | 4:15   |
| 9.   | «21:40»                                | 4:35   |
| 10.  | «21:44»                                | 3:23   |
| 11.  | «Good Things Happen to Those Who Wait» | 4:04   |
| 12.  | «I Started Something I Cannot Afford»  | 2:14   |
| 13.  | «Michelle (Stage Management)»          | 3:31   |
| 14.  | «Movimento»                            | 3:11   |
| 15.  | «And Who Was Kamikaze?»                | 1:17   |
| 16.  | «Moneypenny's Dream»                   | 4:14   |
| 17.  | «El Vinco Xiconhoca»                   | 23:06  |

### Sorry for the Delay (2008)
| Núm. | Títol                 | Durada |
| ---- | --------------------- | ------ |
| 1.   | «Regents Park»        | 3:48   |
| 2.   | «The Other Side»      | 3:57   |
| 3.   | «Fairy Tales»         | 3:39   |
| 4.   | «Make It Happen»      | 3:58   |
| 5.   | «Moodswings»          | 1:24   |
| 6.   | «The Untitled Song»   | 4:31   |
| 7.   | «Kubrick»             | 4:33   |
| 8.   | «Saint-Leu»           | 3:15   |
| 9.   | «Lesson One»          | 3:02   |
| 10.  | «Australopithecus»    | 2:53   |
| 11.  | «Sorry for the Delay» | 5:33   |
| 12.  | «Radio 75»            | 2:59   |
| 13.  | «Outro (Radio 75)»    | 3:15   |